# Cellena
Cellena is een plaats (frazione) in de Italiaanse gemeente Semproniano.